# Crispin Struthers
Crispin Struthers é um montador americano. Como reconhecimento, foi nomeado ao Oscar 2014 na categoria de Melhor Edição por American Hustle.